# فرچه‌گیاهان
فِرچِه‌گیاهان خانواده‌ای از گیاهان گلدار آبزی و علفی هستند. این خانواده از دو جنس گیاهان آبزی به نام‌های Brasenia و گیاه فرچه تشکیل شده‌است که در مجموع شش گونه را شامل می‌شود.
فرچه‌گیاهان همگی آبزی هستند و در آبهای آرام و آرام مناطق معتدل و گرمسیری آمریکای شمالی و جنوبی، اروپا، آسیا، آفریقا و استرالیا می‌رویند. اگرچه در تمام قاره‌ها به جز قطب جنوب یافت می‌شود، اما گیاهان در محدوده‌های نسبتاً محدودی رشد می‌کنند.
این خانواده دارای سابقه فسیلی گسترده‌ای از دوره کرتاسه با گیاهانی است که در دوره کرتاسه اولیه به Cabombaceae یا Nymphaceae نزدیک هستند. یکی از این اعضای احتمالی کرتاسه، جنس Pluricarpellatia است که در صخره‌هایی با قدمت ۱۱۵ میلیون سال در برزیل کنونی یافت می‌شود.